# 黄金の声
『黄金の声』は、1967年3月にビクターレコードより2枚組で発売された橋幸夫のLP盤でのベストアルバム（JV-229-S,JV-230-S）である。1966年に『霧氷』（作詞：宮川哲夫、作曲：利根一郎）で2回目となる日本レコード大賞を受賞したことを記念したものである。

## 概要
- 1960年7月、『潮来笠』（作詞佐伯孝夫、作曲吉田正）でデビューした橋は、その年の第2回日本レコード大賞新人賞を受賞。それまで新人賞はなく、橋が第1号となった[1]。翌年には、橋の唄った『磯ぶし源太』で佐伯孝夫は第3回日本レコード大賞作詞賞を受賞。1962年9月発売の『いつでも夢を』（作詞佐伯孝夫、作曲吉田正、吉永小百合とのデュエット曲）で第4回日本レコード大賞を受賞している。
- 1965年には、作詞佐伯孝夫、作曲吉田正のコンビによる『恋をするなら』、『ゼッケンNO.1スタートだ』、『チェッ・チェッ・チェッ -涙にさよならを-』、『あの娘と僕〜スイム・スイム・スイム〜』と一連のリズム歌謡で第7回日本レコード大賞企画賞を獲得した[2]。
- 翌66年も、年初から『雨の中の二人』、春には『夢見る港』（吉永小百合とのデュエット曲）、夏はアメリアッチの『恋と涙の太陽』をヒットさせ、10月に発売した『霧氷』で、第8回日本レコード大賞を受賞した。2回受賞者は橋が初めてであった。
- この年を振り返って橋は、「（これまでの佐伯・吉田）両先生を離れて、初の大ヒット曲『雨の中の二人』を出すことができ、そして『霧氷』で再びレコード大賞を、今度は単独で受賞できたことが大変に印象深い年でした」と回想している[3]。
- 橋のベストアルバムは、デビューの翌年から『橋幸夫傑作集』（第1集～第9集）、『橋幸夫ステレオハイライト』（第1集～第7集）をはじめ『橋幸夫オールヒットメロディ』、『橋幸夫ヒットソング集』など複数のシリーズで30種以上発売されていた[4]が、本アルバムは、「日本レコード大賞2回受賞記念」と銘打って従来のシリーズとは別個に企画制作された。ジャケットには「日本レコード大賞2回受賞記念　橋幸夫　黄金の声　『潮来笠』から『霧氷』まで」記されている。
- 収録曲は全部で28曲、大半が作詞佐伯孝夫、作曲吉田正であるが、『霧氷』の宮川哲郎作詞、利根一郎作曲の「雨の中の二人」、「汐風の中の二人」も収録、岩谷時子の作詞でいずみたくが作曲したヒット曲『僕等はみんな恋人さ』、直木賞作家の邱永漢が作詞してヒットした『恋のインターチェンジ』、また『霧氷』後に発売された『シンガポールの夜は更けて』（作詞佐伯孝夫、作曲吉田正）も収録されている。

## 収録曲
NO1.（JV-229-S）
1. 潮来笠
作詞：佐伯孝夫、作・編曲：吉田正
2. あれが岬の灯だ
作詞：佐伯孝夫、作・編曲：吉田正
3. おけさ唄えば
作詞：佐伯孝夫、作・編曲：吉田正
4. 木曽ぶし三度笠
作詞：佐伯孝夫、作・編曲：吉田正
5. 磯ぶし源太
作詞：佐伯孝夫、作・編曲：吉田正
6. 南海の美少年
作詞：佐伯孝夫、作・編曲：吉田正
7. 沓掛時次郎
作詞：佐伯孝夫、作・編曲：吉田正
8. 江梨子
作詞：佐伯孝夫、作・編曲：吉田正
9. 明日を呼ぶ港
作詞：佐伯孝夫、作・編曲：吉田正
10. 若いやつ
作詞：佐伯孝夫、作・編曲：吉田正
11. いつでも夢を（吉永小百合とのデュエット）
作詞：佐伯孝夫、作・編曲：吉田正
12. 若い東京の屋根の下（吉永小百合とのデュエット）
作詞：佐伯孝夫、作・編曲：吉田正
13. 白い制服
作詞：佐伯孝夫、作・編曲：吉田正
14. 舞妓はん
作詞：佐伯孝夫、作・編曲：吉田正

NO2.（JV-230-S）　
1. 恋をするなら
作詞：佐伯孝夫、作・編曲：吉田正
2. ゼッケンNO.1スタートだ
作詞：佐伯孝夫、作・編曲：吉田正
3. チェッ・チェッ・チェッ -涙にさよならを-
作詞：佐伯孝夫、作・編曲：吉田正
4. 恋のインターチェンジ
作詞：邱永漢、作・編曲：藤家虹二
5. すっ飛び野郎
作詞：吉川静夫、作曲：平川浪竜、編曲：寺岡真三
6. あの娘と僕〜スイム・スイム・スイム〜
作詞：佐伯孝夫、作・編曲：吉田正
7. 僕等はみんな恋人さ
作詞：佐伯孝夫、作・編曲：吉田正
8. 雨の中の二人
作詞：宮川哲夫、作曲：利根一郎、編曲：一之瀬義孝
9. 残侠小唄
作詞：佐伯孝夫、作・編曲：吉田正
10. 哀愁の果てに
作詞：佐伯孝夫、作・編曲：吉田正
11. 汐風の中の二人
作詞：宮川哲夫、作曲：利根一郎、編曲：一之瀬義孝
12. 恋と涙の太陽（アメリアッチ）
作詞：佐伯孝夫、作・編曲：吉田正
13. シンガポールの夜は更けて
作詞：佐伯孝夫、作・編曲：吉田正
14. 霧氷
作詞：宮川哲夫、作曲：利根一郎、編曲：一之瀬義孝